# سورن توماسیان (نوازنده دودوک)
سورن وارطانی توماسیان (ارمنی: Սուրեն Վարդանի Թովմասյան؛  زادهٔ ۱۹۲۴ - درگذشته ۱۹۹۹) موسیقی‌دان اهل ارمنستان بود. وی بین سال‌های - تا - میلادی فعالیت می‌کرد.

## زندگی‌نامه
وی در ۱۹۲۴ در ایروان به دنیا آمد و . وی در گروه موسیقی و رقص دولتی تاتول آلتونیان فعالیت می‌کرد. همچنین برندهٔ جوایزی همچون هنرمند شایسته جمهوری ارمنستان شده است. وی در ۱۹۹۹ در سن ۷۵ سالگی در ساخالین درگذشت.